# Wranglers de Calgary
Pour les articles homonymes, voir Wranglers de Calgary (homonymie).
Les Wranglers de Calgary sont une franchise professionnelle de hockey sur glace en Amérique du Nord qui évolue dans la Ligue américaine de hockey à partir de la saison 2022-2023. L'équipe est basée à Calgary en Alberta.

## Historique
Le 23 mai 2022, les Flames de Calgary annoncent que le Heat de Stockton sera relocalisé à Calgary à partir de la saison 2022-2023. L'équipe dévoile son nom, les Wranglers, son logo et ses couleurs, le 2 août 2022.

### Statistiques
| Saison    | PJ | V  | D  | DP | DTB | BP  | BC   | Pts | Classement             | Séries éliminatoires                                        |
| --------- | -- | -- | -- | -- | --- | --- | ---- | --- | ---------------------- | ----------------------------------------------------------- |
| 2022-2023 | 72 | 51 | 17 | 3  | 1   | 256 | 174  | 106 | 1er division Pacifique | 3-1 Canucks d'Abbotsford 2-3 Firebirds de Coachella Valley  |
| 2023-2024 | 72 | 35 | 28 | 6  | 3   | 203 | 2012 | 79  | 7e division Pacifique  | 2-0 Roadrunners de Tucson 1-3 Firebirds de Coachella Valley |

## Joueurs et entraîneurs

### Capitaines
- Brett Sutter (2022-2024)
- Clark Bishop (2024-)

### Entraîneurs
- Mitch Love (2022-2023)
- Trent Cull (2023-)